# Frank Parker
Frank »Frankie« Andrew Parker (rojstno ime Franciszek Andrzej Pajkowski), ameriški tenisač, * 31. januar 1916, Milwaukee, ZDA, † 24. julij 1997, San Diego,ZDA.
Frank Parker je v posamični konkurenci po dvakrat osvojil Nacionalno prvenstvo ZDA, v letih 1944 in 1945, ter Amatersko prvenstvo Francije, v letih 1948 in 1949. Na turnirjih za Nacionalno prvenstvo ZDA se je še v letih 1942 in 1947 uvrstil v finale. Na turnirjih za Prvenstvo Anglije se je najdlje uvrstil v četrtfinale leta 1937. V konkurenci moških dvojic je po enkrat osvojil Nacionalno prvenstvo ZDA, Prvenstvo Anglije in Amatersko prvenstvo Francije, še dvakrat se je uvrstil v finale Nacionalnega prvenstva ZDA. V letih 1937 in 1948 je bil član zmagovite ameriške reprezentance v tekmovanju Davisov pokal. Leta 1966 je bil sprejet v Mednarodni teniški hram slavnih.

## Finali Grand Slamov

### Posamično (6)

#### Zmage (4)
| Leto | Turnir                           | Nasprotnik v finalu | Rezultat finala    |
| 1944 | Nacionalno prvenstvo ZDA         | William Talbert     | 6–4, 3–6, 6–3, 6–3 |
| 1945 | Nacionalno prvenstvo ZDA (2)     | William Talbert     | 14–12, 6–1, 6–2    |
| 1948 | Amatersko prvenstvo Francije     | Jaroslav Drobný     | 6–4, 7–5, 5–7, 8–6 |
| 1949 | Amatersko prvenstvo Francije (2) | Budge Patty         | 6–3, 1–6, 6–1, 6–4 |

#### Porazi (2)
| Leto | Turnir                       | Nasprotnik v finalu | Rezultat finala         |
| 1942 | Nacionalno prvenstvo ZDA     | Ted Schroeder       | 6–8, 5–7, 6–3, 6–4, 2–6 |
| 1947 | Nacionalno prvenstvo ZDA (2) | Jack Kramer         | 6–4, 6–2, 1–6, 0–6, 3–6 |

### Moške dvojice (5)

#### Zmage (3)
| Leto | Turnir                       | Partner         | Nasprotnika v finalu         | Rezultat finala    |
| 1943 | Nacionalno prvenstvo ZDA     | Jack Kramer     | Bill Talbert David Freeman   | 7–5, 8–6, 3–6, 6–1 |
| 1949 | Amatersko prvenstvo Francije | Pancho Gonzales | Eustace Fannin Eric Sturgess | 6–3, 8–6, 5–7, 6–3 |
| 1949 | Prvenstvo Anglije            | Pancho Gonzales | Gardnar Mulloy Ted Schroeder | 6–4, 6–4, 6–2      |

#### Porazi (2)
| Leto | Turnir                       | Partner       | Nasprotnika v finalu        | Rezultat finala         |
| 1933 | Nacionalno prvenstvo ZDA     | Frank Shields | George Lott Lester Stoefen  | 13–11, 7–9, 7–9, 3–6    |
| 1948 | Nacionalno prvenstvo ZDA (2) | Ted Schroeder | Gardnar Mulloy Bill Talbert | 6–1, 7–9, 3–6, 6–3, 7–9 |